# István Szelényi
István Szelényi (ur. 8 sierpnia 1904 w Zólyom, zm. 31 stycznia 1972 w Budapeszcie) – węgierski kompozytor i pianista.

## Życiorys
W latach 1922–1926 uczył się w Akademii Muzycznej im. Ferenca Liszta w Budapeszcie u Zoltána Kodálya (kompozycja) i Arnolda Székelya (fortepian), następnie do końca życia związany był z tą uczelnią. W latach 1928–1930 odbył tournée koncertowe jako pianista. Od 1930 do 1932 roku przebywał w Paryżu i Londynie jako kierownik zespołu baletowego. Uczył w gimnazjum muzycznym (1946–1950) i szkole muzycznej im. Béli Bartóka (1950–1966), od 1966 do 1972 roku wykładał kompozycję i teorię muzyki w Akademii Muzycznej im. Ferenca Liszta. W latach 1951–1956 był redaktorem naczelnym czasopisma „Új zenei szemle”. W 1969 roku został uhonorowany nagrodą im. Erkela.
Jako pianista dokonał pierwszych na Węgrzech wykonań utworów licznych kompozytorów współczesnych takich jak Arnold Schönberg, Paul Hindemith i Alfredo Casella. Był znawcą twórczości Ferenca Liszta. Opublikował prace Rendszeres modulációtan (1927, 2. wydanie 1960), A zenetörténet es bölcselettörténet kapcsolatai (1944), Liszt élete képekben (1956), A romantikus zene harmóniavílága (1959), A magyar zene története (1965), A népdalharmónizálás alapelvei (1967).

## Wybrane kompozycje
(na podstawie materiałów źródłowych)

### Utwory orkiestrowe
- Symfonia (1926)
- Koncert skrzypcowy (1930)
- Ouverture activiste (1931)
- Koncert potrójny na skrzypce, wiolonczelę, fortepian i orkiestrę dętą (1933)
- Géptánc – munkatánz (1942)
- Az ősök nyomában na orkiestrę smyczkową (1946)
- Suita taneczna na orkiestrę smyczkową (1946)
- Symfonia fabryki (1946)
- Hommage à Bartók (1947)
- Suita na orkiestrę smyczkową (1952)
- Summa vitae na fortepian i orkiestrę (1956)
- Concerto da camera (1963)
- Concertino na fortepian i orkiestrę (1964)
- Variations concertantes na fortepian i orkiestrę (1965)
- Koncert fortepianowy (1969)

### Utwory kameralne
- 2 sonaty skrzypcowe (I 1925, II 1934)
- 4 kwartety smyczkowe (I–III 1927–1929, IV 1964)
- Symofnia symultniczna na kwaintet fortepianowy (1931)
- 2 tria fortepianowe (I 1934, II 1962)
- Improwizacje na skrzypce solo (1964)
- Muzyka kameralna na 2 trąbki, 2 rogi i 2 puzony (1966)

### Utwory fortepianowe
- 7 sonat (I–V 1924–1927, VI 1956, VII 1969)
- 42 preludia (1932)
- 40 drobnych utworów (1957)
- Toccata (1964)

### Utwory wokalno-instrumentalne
- Abszolút kórusszimfónia (1925)
- oratorium Virata (1936)
- oratorium Spartacus (1960)
- oratorium Tiz nap, amely megrengette a világot (1964)
- oratorium Pro Pace (1968)

### Utwory sceniczne
- pantomima A tékozlo fiú (1931)
- pantomima Babiloni vásár (1931)
- operetka Hidavatás (1936)